# Lysandra nigrescens
Lysandra nigrescens är en fjärilsart som beskrevs av Ruggero Verity 1943. Lysandra nigrescens ingår i släktet Lysandra och familjen juvelvingar. Inga underarter finns listade i Catalogue of Life.